# مک‌کینلی ۶۱۹۴
سیارک ۶۱۹۴ (به انگلیسی: 6194 Denali، نامگذاری:1990TN) شش هزار و صد و نود و چهارمین سیارک کشف شده‌است که در ۱۲ اکتبر ۱۹۹۰ کشف شد.
قدر مطلق سیارک برابر ۱۲٫۷۰ است.